# Kanton Saint-Auban
Der Kanton Saint-Auban war bis 2015 ein französischer Wahlkreis im Arrondissement Grasse, im Département Alpes-Maritimes und in der Region Provence-Alpes-Côte d’Azur. Hauptort (frz.: chef-lieu) war Saint-Auban.
Der Kanton war 297,70 km² groß und hatte 2916 Einwohner (Stand 2012).

## Gemeinden
| Gemeinde     | Einwohner (Stand: 2022) | Code postal | Code Insee |
| ------------ | ----------------------- | ----------- | ---------- |
| Aiglun       | 99                      | 06910       | 06001      |
| Amirat       | 49                      | 06910       | 06002      |
| Andon        | 652                     | 06750       | 06003      |
| Briançonnet  | 168                     | 06850       | 06024      |
| Caille       | 423                     | 06750       | 06028      |
| Collongues   | 80                      | 06910       | 06045      |
| Gars         | 70                      | 06850       | 06063      |
| Le Mas       | 98                      | 06910       | 06081      |
| Les Mujouls  | 38                      | 06910       | 06087      |
| Saint-Auban  | 204                     | 06850       | 06116      |
| Sallagriffon | 47                      | 06910       | 06131      |
| Séranon      | 537                     | 06750       | 06134      |
| Valderoure   | 517                     | 06750       | 06154      |